# ブーンズボロ包囲戦
ブーンズボロ包囲戦（ブーンズボロほういせん、英: Siege of Boonesborough）は、アメリカ独立戦争の1778年9月、イギリス軍に同盟するショーニー族指導者ブラックフィッシュ酋長の率いる部隊が、ケンタッキー州（当時はバージニア州）ブーンズボロ開拓地を攻撃したものである。この戦闘の数か月前、ブラックフィッシュはダニエル・ブーンを捕まえ、養子にしていた。ブーンはブーンズボロの設立者だった。ブーンはショーニー族の集落を逃げ出し、開拓地の守備を指揮する時に間に合った。ブラックフィッシュの包囲戦は成功せず、10日後には包囲を解いた。その後ブーンは、イギリス軍の同調者ではないかと疑われ、仲間の士官によって軍法会議に掛けられた。ブーンは無罪を認められたが、間もなくブーンズボロを離れることになった。

## 背景

### ケンタッキーの開拓
1774年、ダンモアの戦争と呼ばれる行動で、イギリス領バージニア植民地は、オハイオ領土の主にショーニー族からなるインディアン部族連合を破った。この戦争を終わらせる条約で、オハイオ川を境界にその北をショーニー族の土地、南をバージニア領地（現在はウェストバージニア州とケンタッキー州の大半）と定めた。しかし、インディアン部族は統合されていなかったので、多くの指導者はその主要な猟場を譲ることになるこの条約を拘束力あるものと認知しなかった。
1775年、ノースカロライナ植民地のリチャード・ヘンダーソンが、チェロキー族からケンタッキーの広大な土地を購入した。チェロキー族もケンタッキーを猟場にしていた。ヘンダーソンはトランシルベニアという植民地を造るつもりだった。ヘンダーソンに雇われたダニエル・ブーンがケンタッキー中部に通じる荒野の道を切り開き、ブーン砦を建設して、そこをブーンズボロと名付けた。ブーンズボロなどトランシルベニアの土地は、1776年にバージニアに属するようになった。東部から来た数家族が間もなくそこに入植した。北にいたショーニー族はアメリカ人がケンタッキーに入ってくることに不満であり、間歇的にブーンズボロを攻撃した。
一方、アメリカ東部ではアメリカ独立戦争が始まった。1777年、イギリス当局はインディアン戦士を徴募して武装させ、ケンタッキーの開拓地を襲撃させることで、アメリカ植民地人との新たな戦線を広げた。デトロイトに駐屯していたイギリス領カナダの副総督ヘンリー・ハミルトンは、ショーニー族のブラックフィッシュ酋長などの指導者達が進んでイギリス軍と同盟する意志があることが分かった。ショーニー族達はケンタッキーからアメリカ人を追い出し、その狩猟場を再び領有できることを望んでいた。襲撃が激しくなってくると、ブーンズボロの様な要塞化された開拓地から彷徨い出たアメリカ人が殺されたり捕まったりすることが多くなった。1777年、インディアンはデトロイトのハミルトンに、129の頭皮と77人の捕虜を届けた。

### ダニエル・ブーンの捕獲
インディアンはケンタッキーの要塞化された開拓地から開拓者を追い出すことができなかったので、食料が不足すれば開拓者が去っていくだろうと期待し、畑を破壊し、家畜を殺した。ブーンズボロの食料が乏しいなかで、開拓者は肉を保存するために塩を必要としていた。1778年1月、ダニエル・ブーンは30名の部隊を率いてリッキング川の塩泉に向かった。2月7日、ブーンが遠征隊のための肉を確保するために出たところで、ブラックフィッシュが率いる戦士隊に急襲され、捕まえられた。ブーンの部隊は勢力で劣っていたので、隊員には戦うよりも降伏する道を選ばせた。
ブラックフィッシュはそのときブーンズボロの守りが弱くなっていたので、ブーンズボロまで行って占領することを望んだが、ブーンは女子供が捕虜になっても冬の道を歩いてくることはできないと言って、ブラックフィッシュを納得させた。ブーンは、春になればブーンズボロはショーニー族に進んで降伏させると約束した。ブーンはショーニー族にブーンズボロ攻撃を思いとどまらせるためにありとあらゆることを言ってその場を繕った。ブーンは隊員達にその思いを伝える機会が無かったので、隊員の多くはブーンがイギリスに寝返ったと結論づけてしまった。

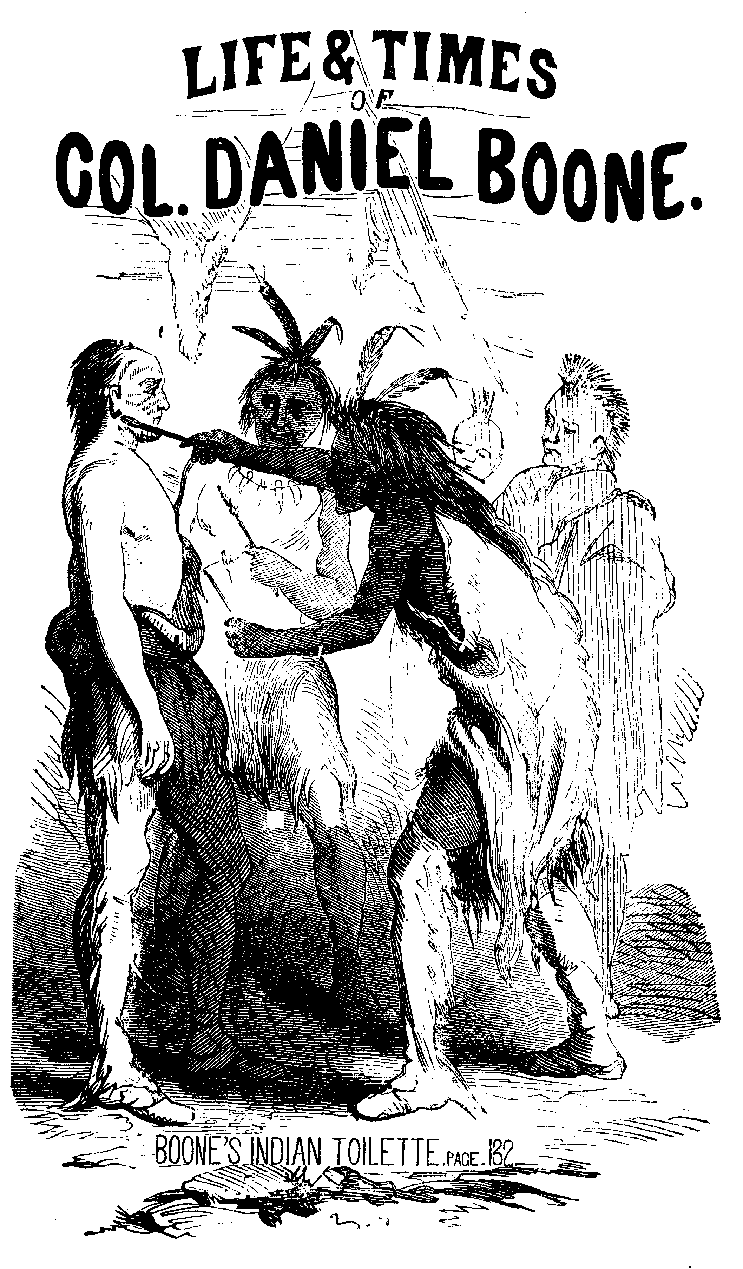
ブーンのショーニー族との養子縁組儀式、セシル・B・ハートリーが制作した『ダニエル・ブーン大佐の生涯』（1859年）より

ブーンと隊員はブラックフィッシュのチリコシーの町に捕虜として連れて行かれた。ショーニー族の慣習に従えば、戦死した戦士と引き替えに、捕虜の中の数人が部族と養子縁組することになっていた。それ以外の者はデトロイトに連れて行き、ハミルトンから
捕虜または頭皮と引き替えに報奨金を受け取ることができた。ブーンはチリコシーでショーニー族の家族と養子縁組した。おそらくはブラックフィッシュ酋長その人の家族とだったと考えられている。「大きなカメ」を意味するシェルトウィーという名前を与えられた。ブーンは他の養子達と同様に密に見張られていたが、最後は逃げ出すことができた。1778年6月16日、ブラックフィッシュが大部隊と共にブーンズボロ攻撃に戻ってくる準備をしていることを知ったブーンは、その捕獲者のもとから逃げだし、砦に急行した。ブーンズボロまで160マイル (260 km) の道のりを5日間で走破した。
ブーンが砦に戻ると、守備隊員の中にはブーンの忠誠心について疑義を表明する者がいた。ブーンの塩確保部隊が降伏した後の数か月間、ブーンはショーニー族の中で全く幸せそうに生活しているように思われたからだった。それに対してブーンは、オハイオ川の対岸、ショーニー族のペイントリックの集落に先制攻撃を掛けることで、反応した。その襲撃はあまり成果が無く、ブラックフィッシュが南に動き出したことが分かって、急遽ブーンズボロに戻った。

## 交渉
1778年9月7日、ブラックフィッシュの部隊がブーンズボロ郊外に到着した。ブーンが数えると444人のインディアンと12人の白人がいた。インディアンの大半はショーニー族であり、他にチェロキー族、ワイアンドット族、マイアミ族、デラウェア族、ミンゴ族の戦士がいた。白人はデトロイトから来たフランス系カナダ人民兵であり、元はフランスに臣従していたが、このときはイギリス王室のために戦っていた。これはケンタッキーの開拓地に送られた中でも最大の部隊だったが、野砲が無ければブーンズボロの様な要塞化された砦を落とすことが難しかった。
ブラックフィッシュは交渉のためにブーンを砦から呼び出し、ブーンが開拓地の降伏を約束したことを思い出させた。ブラックフィッシュはハミルトンからの手紙を渡した。その中では、開拓者が降伏すればデトロイトに連行してしっかりと待遇されるが、降伏しなければ、保障は無いと謳っていた。
ブーンはブラックフィッシュの提案を他の者達に伝えると言った。ブーンが捕まっている間に他の士官が指揮を執っていたので、自分だけでは決断できないと伝えた。
ブーンは砦に戻ると状況を説明した。この時の合意は降伏するよりも戦うことだった。バージニアからの援軍が期待されていたので、ブラックフィッシュとの交渉をできる限り長引かせることに決まった。ブーンとウィリアム・ベイリー・スミス少佐が外に出て、デトロイトへの旅は女子供に耐え難いものになることを怖れていると、ブラックフィッシュに伝えた。ブラックフィッシュは歩けない者には40頭の馬を用意してあると指摘した。ブーンは他の者と相談するためにさらに1日の猶予を求めた。両軍の指導者達は平和のパイプでタバコを吸い合い、その日の交渉を中断した。
その後の2日間、砦の開拓者達は対包囲戦に備えた。ブラックフィッシュはデトロイトのハミルトンから得た誤った情報に基づき、砦には少なくとも200名の民兵がいると信じていたが、実際には有効に働ける射撃手は約40名に過ぎなかった。開拓者達は砦の女性の何人かが男装して武器を携えることで、守備隊の数を多く見させる工夫をした。9月8日夜、ブラックフィッシュとブーンが再度会見した。ブーンは、砦が降伏しないと言ってブラックフィッシュを驚かせた。ブラックフィッシュは双方の指導者全員による正式な交渉を翌日に行うことを提案した。
9月9日に条件交渉が始まり、両軍の指導者達が砦の外で食事を共にした。その後交渉が始まった。問題が生じた場合に備え、双方の射撃手が遠距離から会合を監視した。ブラックフィッシュは「何の権利があって白人はこの国を占領するのか」知ろうとした。ブーンはシカモア・ショールズでチェロキー族から土地を購入したと答えた。チェロキー族の酋長はそれが真実であることを確認した。ブラックフィッシュはその答えを受入れ、開拓者達がイギリス国王への忠誠を誓うならば、ショーニー族はオハイオ川を国境と認め、双方は平和に暮らすことができると提案した。この条件での条約に署名されたが実際には動かなかった。
ショーニー族はアメリカ人に近付いて握手し、合意の印を付けた。その次に起こったことは不明である。人々の解釈に従えば、ブーンズボロの降伏を確保できなかったショーニー族がアメリカ側指導者達を捕まえようとした。しかし、歴史家のジョン・マック・ファラガーなどの論ずるところでは、それがショーニー族の意図したところだという証拠はほとんど無い。小競り合いが起こり、双方の射撃手が発砲した。何人かは負傷したが、1人を除くアメリカ人全員がなんとか砦に戻り、最後の者はメインゲートの側にあった木株に隠れて援護する必要があった。インディアン達はゲートに殺到したが、激しい銃火によって撃退された。交渉は終わり、正規の包囲戦が始まった。
アメリカ側代表の最後の1人はこの悲惨な日を、彼の回りに起こった激しい戦闘で締めくくることになった。夜になって誰かがそっと開けたゲートから何とか砦の内に這い込むことができた。

## 包囲戦
その後の数日間は銃火が交わされた。最初の銃撃戦の後、ブーンは大尉であり、スミス少佐やリチャード・キャラウェイ大佐の方が上官だったが、当然の指導者として頭角を現し、仲間には火薬を節約するよう促した。夜間にインディアンが防壁に駆け上がり砦の中の家の屋根に火のついた松明を投げ入れようとした。しかしこの戦士はアメリカ側狙撃手の格好の餌食になり、失敗した。
9月11日、デトロイト民兵隊の指揮官アントワーヌ・ダグノー・ド・キンドルがインディアンを説得して、川岸から砦に向かってトンネルを掘り始めた。この手段はマイニングと呼ばれ、その目標は砦の壁の下まで掘って火薬樽を据えることだった。この樽が爆発すれば壁が崩壊し、攻撃側が走る込む空間ができるはずだった。砦の守備隊はトンネルを掘る音を聞いて、対抗するトンネルを掘り始めた。これは攻撃側のトンネルを早々に崩壊させるためだった。両側の掘り手は互いを野次りあった。しかし激しい雨が降り、インディアンの砦が砦に達する前に崩壊した。
ブーンの兄弟であるスカイア・ブーンは発明家として知られていた。間に合わせの木製大砲を造り、鉄のバンドで補強し、インディンの集団に向かって1、2度砲撃してから砕けた。スカイア・ブーンはまた古いマスケット銃の銃身から水鉄砲を作り、屋根についた火を消すために使われた。
9月17日、ショーニー族は最後の攻撃を始め、再度砦に火を付けようとした。しかし撃退され、激しい雨で火も消えた。この攻撃でショーニー族はそれまで受けていた被害よりも多くの戦士を失った。翌日インディアンは徐々に包囲を解き始めた。幾つかの部隊に分かれ、その伝統的な戦闘様式で他の開拓地を襲い、この包囲戦の間に及ぼしたよりも多くの被害を与えた。
この包囲戦の損失については2つの文献に挙げられている。

## 戦いの後
包囲戦の後、リチャード・キャラウェイ大佐がブーンを告発した。いわく、ブーンは「イギリス政府の肩を持っている」ということだった。近くのローガンズステーションから来たベンジャミン・ローガン大尉もキャラウェイ大佐の告発に加わった。ローガンもキャラウェイもその甥達が塩確保の遠征に加わって降伏し、そのときも捕虜になったままだった。ローガンの砦で開かれた軍法会議では、ブーンに対する4つの罪状が挙げられた。
1. ブーンは塩確保の隊を戦わずして降伏させた
2. ブーンは捕虜になっている間に、ブーンズボロをイギリスに降伏させる約束をした
3. ブーンは戻ってきてからペイントリック遠征隊を率いた。このためにブラックフィッシュの部隊が予測されたときにブーンズボロの守備が弱くなっていた
4. ブーンは砦の外でインディアンと和平協議を行うことに合意することで、士官を危険に曝した

軍法会議は全ての証言を審問した後で、ブーンを「無実」とし、さらにはその功績故に少佐に昇進させた。汚名は雪いだものの、ブーンはこの出来事に屈辱を感じ、それについて滅多に語ろうとはしなかった。

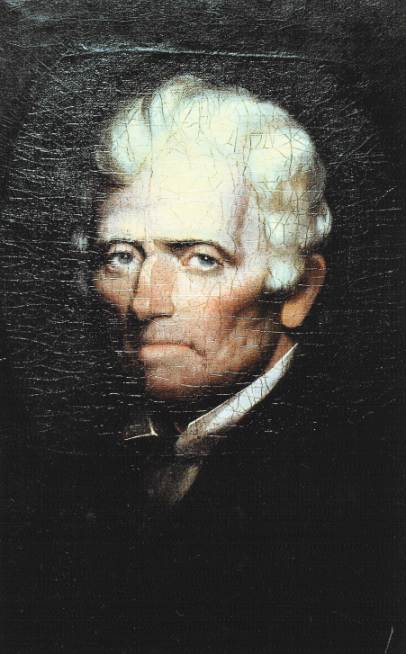
老年期のダニエル・ブーン、1820年

その後ブーンはノースカロライナに行って家族と再会した。ブーンが捕まったときに家族はブーンが死んだものと思い、ノースカロライナに戻ってきていた。ブーンはケンタッキーに戻り、軍法会議を受けた場所に再度入るよりも新しい開拓地を造ってブーンズステーションと呼んだ。
ブーンがノースカロライナに居た間の1779年春、ブラックフィッシュのチリコシーの町に対する報復攻撃が行われた。ブラックフィッシュはその町を防衛できたが、そのときに足を撃たれ、後に傷が化膿して死んだ。1780年3月8日、リチャード・キャラウェイ大佐はブーンズボロの外でショーニー族に捕まり、殺され、頭皮を剥がれ、遺体を切断された。
1964年、CBSテレビのドラマ『グレート・アドベンチャー』でブーンズボロ包囲戦が取り上げられ、ピーター・グレイブスがダニエル・ブーンを演じた。ブーンズボロ砦州立公園では毎年この出来事の再現が行われている。